# Piotr Marciniak (polityk)
Piotr Marciniak (ur. 7 września 1949 w Łodzi) – polski polityk, politolog i dyplomata; poseł na Sejm II kadencji (1993–1997), ambasador RP w Mołdawii w latach 2000–2005.

## Życiorys
W 1971 ukończył studia w Instytucie Nauk Politycznych Uniwersytetu Warszawskiego, w 1978 uzyskał stopień naukowy doktora nauk humanistycznych. Pracował naukowo jako politolog m.in. w Polskiej Akademii Nauk. Był redaktorem czasopisma „Colloquia Communia” (1982–1985). W pracy naukowej i badawczej zajmował się historią myśli społecznej, historią ruchów masowych (w tym historią „Solidarności”) oraz problemami współczesnego społeczeństwa obywatelskiego, a także problematyką historii współczesnej Rosji.
Był sekretarzem Stowarzyszenia „Reforma i Demokracja” (1987–1990), na początku lat 90. współorganizatorem i wiceprzewodniczącym Solidarności Pracy, a w 1992 współzałożycielem Unii Pracy. Wchodził w skład władz tej partii. W latach 1992–2000 był przewodniczącym zarządu Fundacji Polska Praca, instytucji eksperckiej i edukacyjnej związanej z Unią Pracy, a od 1992 do 1996 redaktorem naczelnym dwumiesięcznika „Przegląd Społeczny”. Z UP wystąpił w grudniu 1998 z grupą skupioną wokół Ryszarda Bugaja, protestując przeciwko politycznemu zbliżeniu z SLD.
W 1991 należał do założycieli Stowarzyszenia „Archiwum Solidarności”. W latach 1993–1997 sprawował mandat posła II kadencji, wybranego z listy UP w okręgu łódzkim. Był wiceprzewodniczącym Komisji Spraw Zagranicznych oraz Komisji Nadzwyczajnej do rozpatrzenia projektów ustaw lustracyjnych, a także członkiem Komisji Konstytucyjnej Zgromadzenia Narodowego. W wyborach parlamentarnych w 1997 bez powodzenia ubiegał się o reelekcję.
W latach 2000–2005 był ambasadorem RP w Mołdawii. W latach 2006–2008 pracował we Wschodnioeuropejskim Centrum Demokratycznym, w którym koordynował projekty mołdawskie. Od 2008 ponownie związany z Ministerstwem Spraw Zagranicznych. Powołany na stanowisko konsula generalnego w Irkucku (2008–2009), następnie zajmował stanowiska zastępcy ambasadora w Moskwie (2009–2011) i konsula generalnego w Sankt Petersburgu (2011–2015). Od 2016 wykładowca Studium Europy Wschodniej Uniwersytetu Warszawskiego.
Brat Włodzimierza Marciniaka.

## Odznaczenia i wyróżnienia
Odznaczony mołdawskim Orderem Honoru (2005), wyróżniony tytułem doctora honoris causa Akademii Studiów Ekonomicznych w Kiszyniowie.